# Eva Fjellerup
Eva Fjellerup (Gentofte, 30 de abril de 1962) é uma ex-esgrimista e pentatleta dinamarquesa.
Começou a nadar aos cinco anos de idade, mostrando grande talento para o esporte, para o qual foi incentivada pela sua treinadora,  Ragnhild Hveger, uma das maiores nadadoras da Dinamarca, medalha de prata nos 400 m livres em Berlim 1936 e recordista mundial de várias distâncias entre os 200 e os 1500 m livres antes da Segunda Guerra Mundial.  Eva entretanto trocou a natação pelo pentatlo moderno e, em 1978, aos 16 anos, estreou na equipe dinamarquesa. Em 1987 mudou-se para Estocolmo, na Suécia, onde fez grande progresso no esporte, treinada pela esgrimista medalhista olímpica húngara Bella Rerrich. Em 1990 ganhou seu primeiro campeonato mundial, disputado em Linköping, ao qual se seguiram mais três, em 1991, 1993 e 1994, fazendo dela a maior campeã mundial da história do pentatlo moderno, com quatro títulos.
Campeã e praticante da modalidade numa época em que ele ainda não fazia parte dos Jogos Olímpicos  – o feminino só estreou em Sydney 2000 – participou dos Jogos de Atlanta 1996, já aos 34 anos, apenas na esgrima, modalidade épée, depois de vencer a disputa europeia, sem conseguir disputar a final. Abandonou as competições pouco tempo depois. Com grande popularidade no país e entre a mídia dinamarquesa, tem trabalhado pelas melhores condições de trabalho e econômicas para os atletas de elite do pentatlo, como representante da Dinamarca na UIPM e como membro da Associação de Exercícios Esportivos. Foi uma das grandes responsáveis pela transformação do pentatlo feminino em modalidade olímpica.